# زاک انسا

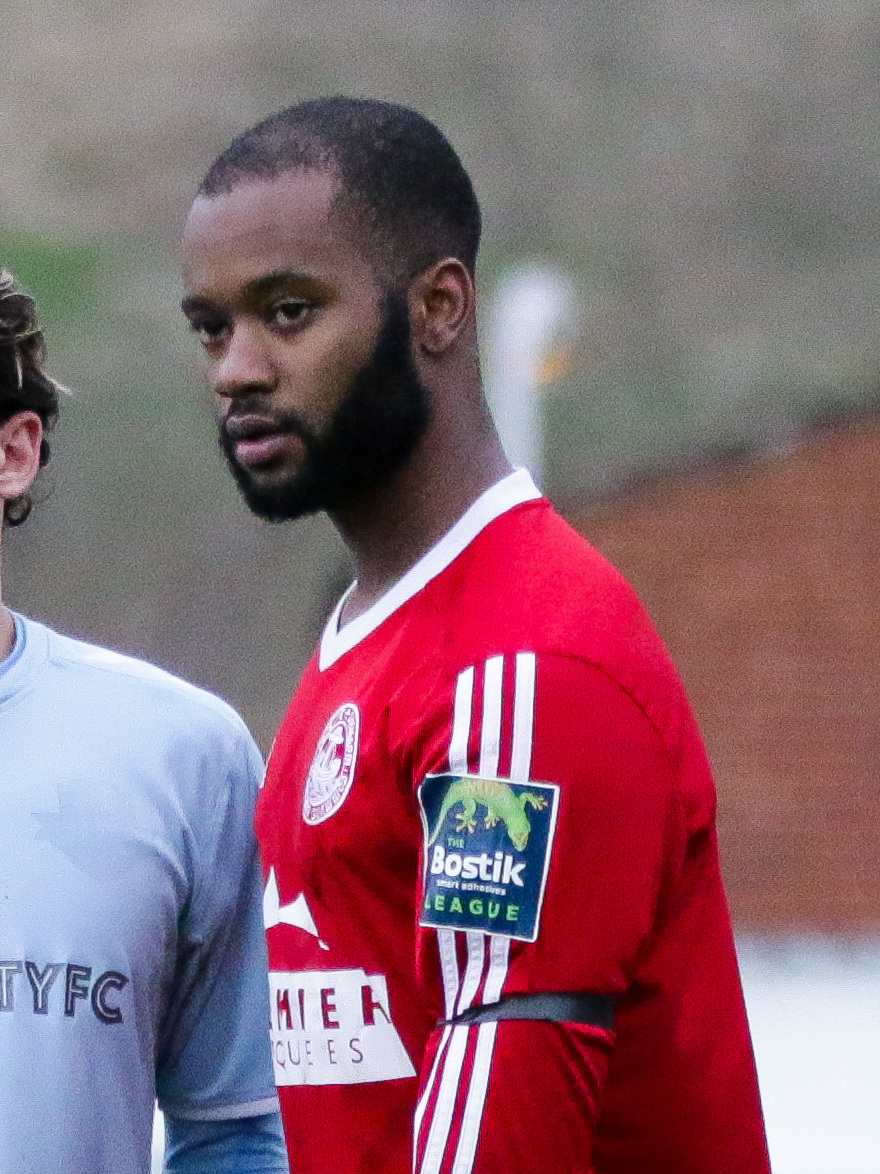
زاک انسا در سال ۲۰۱۸

زاک انسا (انگلیسی: Zak Ansah؛ زادهٔ ۴ مهٔ ۱۹۹۴) بازیکن فوتبال اهل غنا است.
از باشگاه‌هایی که در آن بازی کرده‌است می‌توان به باشگاه فوتبال آرسنال، باشگاه فوتبال چارلتون اتلتیک، باشگاه فوتبال پلیموث آرگیل , باشگاه فوتبال نیوپورت کانتی اشاره کرد.
وی همچنین در تیم‌های ملی فوتبال زیر ۱۷ و ۲۱ سال انگلیس بازی کرده‌است.